# Geelgestreepte horsmakreel
De geelgestreepte horsmakreel (Selaroides leptolepis) is een straalvinnige vis uit de familie van horsmakrelen (Carangidae) en behoort derhalve tot de orde van baarsachtigen (Perciformes). De vis kan maximaal 22 cm lang en 625 gram zwaar worden. 

## Leefomgeving
De geelgestreepte horsmakreel komt in zeewater en brak water voor. De vis prefereert een tropisch klimaat en heeft zich verspreid over de Grote en Indische Oceaan. De diepteverspreiding is 1 tot 25 m onder het wateroppervlak. 

## Relatie tot de mens
De geelgestreepte horsmakreel is voor de visserij van aanzienlijk commercieel belang. In de hengelsport wordt er weinig op de vis gejaagd. 
Voor de mens is Selaroides leptolepis ongevaarlijk.
1. ↑  (en) Geelgestreepte horsmakreel op de IUCN Red List of Threatened Species.